# Grecia en los Juegos Olímpicos de Lillehammer 1994
Grecia estuvo representada en los Juegos Olímpicos de Lillehammer 1994 por nueve deportistas, siete hombres y dos mujeres, que compitieron en cinco deportes.
La portadora de la bandera en la ceremonia de apertura fue la esquiadora alpina Thomai Lefousi. El equipo olímpico griego no obtuvo ninguna medalla en estos Juegos.